# La Via Làctia (pel·lícula de 1936)
La Via Làctia (títol original: The Milky Way) és una pel·lícula de comèdia estatunidenca de 1936 protagonitzada per Harold Lloyd. Dirigida pel veterà de la comèdia Leo McCarey, la pel·lícula va ser escrita per Grover Jones, Frank Butler i Richard Connell basada en una obra de teatre homònima de Lynn Root i Harry Clork que es va presentar a Broadway el 1934. Està doblada al català.
És un exemple del popular gènere de comèdia screwball de l'època, i segons la crítica crítica la més exitosa pel·lícula sonorade Harold Lloyd. Explica la història d'un lleter de Brooklyn que es converteix en campió de boxa de pes mitjà. La Via Làctia compta amb actuacions secundàries d'Adolphe Menjou i Verree Teasdale i marca el debut cinematogràfic d'Anthony Quinn amb un petit paper sense acreditar.

## Argument
El lleter tímid, Burleigh Sullivan elimina d'alguna manera un campió de boxa en una baralla. L'entrenador del lluitador decideix construir la reputació del lleter en una sèrie de baralles fixes i després fer que el campió el guanyi per recuperar el seu títol.

## Repartiment
- Harold Lloyd com Burleigh "Tiger" Sullivan
- Adolphe Menjou com Gabby Sloan
- Verree Teasdale com Ann Westley
- Helen Mack com Mae Sullivan
- William Gargan com Speed McFarland
- George Barbier com Wilbur Austin
- Dorothy Wilson com Polly Pringle
- Lionel Stander com Spider Schultz
- Marjorie Gateson com Winthrop Lemoyne
- Charles Lane com Willard
- Anthony Quinn com extra
- Thomas Curran com extra

## Producció
La Via Làctia s'havia pensat per en Jack Oakie amb Edward Everett Horton i Gertrude Michael en els papers secundaris principals, però quan Oakie va ser substituït per Harold Lloyd, el paper del gerent va anar a William Frawley, perquè els executius de l'estudi sentia que Lloyd i Horton eren massa semblants en estil còmic. El paper va ser finalment per a Adolphe Menjou. Tant Brian Donlevy, que va interpretar el paper de Speed McFarland a Broadway, com el boxejador convertit en actor Max Baer van ser considerats per a papers a la pel·lícula, però no van ser elegits. L'actriu Ida Lupino havia d'haver interpretat a Polly Pringle, però es va retirar per malaltia, per ser substituïda per Dorothy Wilson. Helen Mack i Verree Teasdale també van ser reemplaçades, els papers havien anat originalment a Sally Blane i Gail Patrick.
El rodatge va començar el 22 de juliol de 1935, però va ser interromput per les malalties de Menjou, Teasdale i el director Leo McCarey, que va ser hospitalitzat. El lloc de McCarey va ser ocupat pel seu germà Ray McCarey i pel veterà director Norman Z. McLeod. Durant el rodatge, quan no es va poder trobar un cavall blanc adequat per en Burleigh, els maquilladors van blanquejar un cavall ros en fosc.

## Recepció
Escrivint per a The Spectator el 1936, Graham Greene va oferir una crítica positiva, elogiant particularment Harold Lloyd i Adolphe Menjou. Greene va assenyalar que "amb els fabricants de gags a la part superior de la seva forma i el Sr Menjou a la part superior de la seva, tenim el millor 'Harold Lloyd' fins ara".

## Adaptacions i remakes
El 4 de novembre de 1935 es va presentar una adaptació radiofònica d'una hora al Lux Radio Theatre, amb Charles Butterworth.
Quan el productor Samuel Goldwyn va comprar els drets de la propietat a mitjans de la dècada de 1940 per al seu remake, L'admiració de Brooklyn (amb Danny Kaye en el paper principal), també va comprar el negatiu original i gairebé totes les impressions existents i les va destruir. No obstant això, Harold Lloyd havia conservat una impressió en nitrat original, que es va convertir en la font de la nova transferència de vídeo digital utilitzada per Turner Classic Movies. Lionel Stander va interpretar el paper de "Spider" Schultz en ambdues versions de la pel·lícula.
L'any 2004, la premissa d'un lleter convertit en boxejador es tornaria a utilitzar en el fals documental The Calcium Kid, protagonitzat per Orlando Bloom.